# Princess Princess (együttes)
A Princess Princess (プリンセス・プリンセス; Hepburn: Purinsesu Purinsesu; gyakran Puri-Puri alakban rövidítve) öttagú japán pop-rock hangszeres lányegyüttes volt, mely 1983. és 1996. között volt aktív. Korábban „Julian Mama” és „Akaszaka komacsi” néven is ismertek voltak, utóbbi név alatt egy stúdióalbumot is megjelentettek. 2012 novemberében, tizenhat év kihagyás után néhány koncert erejéig újraegyesültek a 2011-es tóhokui földrengés és cunami utáni helyreállítási munkák megsegítésére. Hat koncertet adtak: november 3–4-én a Sendai Sun Plazában, majd november 20–21-én és 23–24-én a tokiói Nippon Budókanban léptek fel, illetve december 23–24-én a Tokyo Dome színpadán is koncerteztek, valamint újév napján a 2012-es Kóhaku uta gasszenen is megjelentek. A Princess Princess volt minden idők legsikeresebb hangszeres lányegyüttese Japánban.

## Az együttes története
1983-ban miután a TDK Records egy nyílt meghallgatás keretén belül 1400 jelentkezőből megformálta az „Akaszaka komacsi” (赤坂小町) hangszeres lányegyüttest, azok tagjai a menedzserükkel Tokió egyik külvárosába, Nisi-Nipporiba költöztek, ahol több mint két éven keresztül fejlesztették a zenei tudásukat és gyűjtöttek tapasztalatot. 1984 márciusában a zenekar először szerepelt a japán televíziókban; a sikerük korlátozott volt és az együttes 1985-ben a TDK Recordstól egy másik menedzsment céghez került át, majd „Julian Mamára” váltották a nevüket, de ezen név alatt egyetlen kislemezt vagy stúdióalbumot sem jelentettek meg.
Az együttes 1986 májusában a Kiss de Crime című középlemezzel mutatkozott be, melyet a CBS Records (a Sony Music Entertainment) elődje jelentetett meg. 1986 augusztusában a zenekar menedzselése a Shinko Music Entertainmentre került át. Ugyanezen év májusában a Shinko vezérigazgatója elutasította a zenekar képviselését, azonban a vállalat egyik munkatársa, Icsimura Emiko végül rábeszélte a céget a zenekar felvételére. Az együttes 1986-ban hét koncertet adott, Tokió körüli nagyon kis befogadóképességű koncerttermekben.
A zenekar 1987-ben „Princess Princess” néven megjelentette az első kislemezét, a Koi va Balance-t. A dal szövegét az együttes gitárosa, Nakajama Kanako írta, azonban a zenéjét Szuzuki Szaburó közismert zenei producer szerezte. Az együttes tagjai ekkor elhatározták, hogy a saját maguk fogják elkészíteni a számaikat, így az összes további dalukat az együttes valamely tagja szerezte. Általában Nakajama vagy Tomita Kjóko dobos látta el a dalszövegírói feladatokat, míg Okui Kaori énekes az együttes pályafutása során írt dalok zenéjének több mint háromnegyedét írta. A zenekar ekkortájt még mindig küzdött a rajongótábora kialakításáért, körülbelül hatvan kisebb koncertteremben léptek fel, illetve jelentéktelen piaci visszhang kíséretében Szekai de icsiban acui nacu címmel megjelentették második kislemezüket.
Az együttes 1988-ban hatalmas lépést tett az elismertség felé, februárban Here We Are címmel megjelentették első stúdióalbumukat, melyet a nyáron egy koncertsorozattal támogattak. Az album, mely tartalmazza a 19 Growing Up (Ode to My Buddy), a My Will, a Go Away Boy és a Romancin’ Blue című dalokat, jelentős művészi fejlődésre tett tanúbizonyságot és növekvő kereskedelmi sikerben részesült. A Go Away Boy kislemez bekerült a japán Oricon kislemez-eladási listájának legjobb húsz helyezettje közé. Az együttes novemberben megjelentette a következő soralbumukat, a Lets’ Get Crazyt, mely népszerű dalaival tovább erősítette a kereskedelmi lendületüket. A Princess Princess 1987 novembere és 1989 februárja között 100 koncertet adott, kis kluboktól indulva területi közösségi termekig haladva. 1988 áprilisában elérték az együttesként kitűzött első céljukat; felléptek a Shibuya Public Hall színpadán. A jegyeket két órán belül eladták, menedzserük, Icsimura az irodában örömkönnyekben tört ki, amire az együttes tagja először azt hitték, hogy Icsimura valamiféle rossz hírre reagált így, mielőtt az elmondta volna nekik a telt házas koncertjük hírét. Ez az egyre növekvő sikerességi szakaszuk az 1989 januári Nippon Budókanban tartott koncertjeikben teljesedett ki, ahol a Princess Princess volt az első hangszeres lányegyüttes, amely felléphetett.
Az 1989-es év jelentette az együttes népszerűségének csúcsát. Áprilisban Diamonds címmel megjelentették hetedik kislemezüket, mely azonnal az Oricon eladási listájának élén mutatkozott be, illetve az első olyan kislemez lett Japánban, melyet a Japán Hanglemezgyártók Szövetsége a „milliós” eladási minősítéssel díjazott. A Princess Princess a kislemezzel az ország legnagyobb zenei előadói közé emelkedett. Júliusban újra megjelentették második kislemezüket, és ez is az Oricon listájának élén nyitott, mellyel a Princess Princess elvitte az éves összesítő eladási lista legfelső két fokát. Az együttes 1989 nyarán adta az első országos koncertkörútját, az évet pedig negyedik nagylemezük, a Lovers megjelenésével zárta, melyről ugyan nem másoltak ki egyetlen kislemezt sem, az mégis az eladási lista élén mutatkozott be.
A zenekar 1990-ben egy újabb országos koncertsorozattal szilárdította meg a médiajelenlétét; 56 helyszínen zenéltek, köztük több jelentősebb sportarénában is. Az Oh Yeah! című kilencedik kislemezük pontosan egy évvel a Diamonds után jelent meg és szintén az első helyet érte el az eladási listákon. Az együttes az évet egy újabb soralbum, az önmagukról elnevezett Princess Princess és az első helyezést elért Julian című kislemezzel zárta.
A következő évben a májusban megjelent Kiss című tizenegyedik kislemezükkel továbbvitték az eladási listák élén nyitó dalaik sorát, mely végül a zenekar utolsó listavezető dalának bizonyult. Következő kislemezük, a Seven Years After már csak a harmadik helyezésig jutott; a zenekar 1990-es évekbeli kislemez-eladásai az 1989-es időszak közelébe sem tudott érni. 1991 decemberében az együttes Dolls in Action címmel megjelentette hatodik soralbumát.
A zenekar az 1992-es évben csökkentette a zenei kimenetét, mindössze egyetlen új kislemezt, a Pilot-ni naritakutét és első válogatásalbumukat, a Singles 1987–1992-t jelentette meg. Az évet a Bee-Beep albumról kimásolt dupla A oldalas Power/Regret című kislemezzel zárták.
A Bee-Beep 1993 januárjában jelent meg, és ez volt a zenekar utolsó listavezető albuma. Májusban az együttes billentyűse, Konno Tomoko egyik fülére ideiglenes, azonban teljes hallásvesztést szenvedett, ami miatt az együttesnek gyorsan kellett valakit a helyére találnia, mivel éppen a szokásos nyári koncertsorozatukat tartották. Konno hallása júniusra visszatért, de aggodalmak keletkeztek Konno esetleges leváltása vagy a zenekar feloszlása végett.
A Princess Princess a pályafutása végső szakaszában csökkenő népszerűségben és eladásokban szenvedett, a korábbi zenei kimenetelük és sikerük fenntartása nyilvánvaló nehézségekbe ütközött. Az 1993 májusa és 1995 eleje között megjelent négy kislemezük a korábbi pop-rockos hangzásvilágukkal szemben érzékelhetően inkább az easy listening műfajába sorolhatóak és érettebb témájúak. Az 1993 végén megjelent Majestic című nyolcadik stúdióalbumukat kevésbé energikusabb „párkapcsolat-szakítós” szerelmes dalokkal töltötték meg. 1994-ben Konno szólóalbumot jelentetett meg, Okui szólótevékenységekbe kezdett, míg az együttes a Presents című válogatásalbummal töltötte ki az évet.
1995 áprilisában az együttes tagjai értesítették a kiadójukat a tervezett feloszlásukról, melyet az előző évben határoztak el miközben a következő albumukon dolgoztak. Állításaik szerint nézeteltérések alakultak ki a tagok között egy új zenei irányba való elmozdulás vagy a szokásos, az előző évtized munkájával felállított művészi út megőrzése körül. Okui, az együttes mögött rejlő legnagyobb húzóerő is elmondta, hogy a dalírás egyre nehezebbé vált számára: „Korábban úgy éreztem, mintha a dalok a mennyből pottyantak volna. Nem kellett róluk elmélkednem, de [a dalszövegírás] az idő múlásával egyre nagyobb küzdelemmé vált.” A zenekar tagjai mindemellett azt is hozzáfűzték, hogy barátként akarnak elválni egymástól. Az együttes 1995 augusztusában bejelentette a küszöbön álló feloszlásukat, valamint huszadik kislemezüket, a Fly Baby Flyt. Utolsó stúdióalbumuk The Last Princess címmel jelent meg, mely a rajongóknak szánt „búcsúlevélként” szolgált. A zenekar 1996-ban adott még egy országos koncertturnét, mely májusban egy három éjszakás koncertsorozattal teljesedett ki a Nippon Budókan színpadán.

## A Princess Princess után
Nem sokkal az együttes utolsó koncertje után Okui Kaori feleségül ment Kisitani Goró színészhez. Okui első szólóalbuma 1994-ben jelent meg Renaissance címmel, melyet további öt követett; 1997-ben a Shout, 1998-ban a Kaori, 2006-ban a Ring to the Heavens, 2014-ben a The Best and More, illetve 2017-ben a Dialogue: Namida no rijú, első kettő a leánykori nevén, míg utóbbi három Kisitani Kaori név alatt. Okuinak és Gorónak két gyermeke született és Okui továbbra is koncertezik.
Nakajama Kanako Howling és Nakajama no ippacu címmel két szólóalbumot jelentett meg az 1990-es években. Nakajama 1999-ben megalapította a VooDoo Hawaiians hard rock együttest. A zenekarral hat albumot jelentett meg: Pretty ’n’ Brutal (2000), Rock ’n Roll Animal (2001), Drive, She Said (2002), 4our (2006), Love and Roll (2014) és Would You Like Comin’ to the Parade? (2017). A Tokyo Rocks együttessel is fellépett, illetve az 1990-es évek végén és a 2000-es években számos tribute albumon is szerepelt. 2014 telén Nakajama és Vatanabe Grace és Ban zenészekkel kiegészülve megalapította a „Go 50 Go” nevű együttest, nevük az életkorukra utal – a zenekar alapításakor mind a négyen ötven évesek voltak. Nakajama 2004-ben megházasodott.
Konno Tomoko 24 Hours címmel még a Princess Princess feloszlása előtt megjelentetett egy szólóalbumot. A zenekar feloszlása után további két szólóalbumot jelentett meg Torch és Prime of Life címmel. A Chloe (2000) és Kikjó (2004) című filmek zenéjét is ő szerezte. Kétszer házasodott, második férjétől egy gyermeke is született.
Vatanabe Acuko 1997-ben a Tokiói Zeneiskola különleges oktatója, majd két évvel később a dékánhelyettese lett. Vatanabe is kétszer házasodott.
Tomita Kjóko is összeházasodott, két gyermeke született és a Tokiói Zeneiskola tanári karának tagjaként dolgozik, illetve Sónan Beat Land (湘南ビートランド) címmel rádióműsort vezet a Radio Shonan rádióadón.

## Az együttes tagjai
- Kisitani Kaori (岸谷香; Hepburn: Kaori Kishitani?) (1967. február 17.) (leánykori nevén Okui Kaori (奥居香; Hepburn: Kaori Okui'?)) – ének, gitár, zongora (1983–1996, 2012, 2016)
- Nakajama Kanako (中山加奈子; Hepburn: Kanako Nakayama?) (1964. november 2.) – szólógitár, ének (1983–1996, 2012, 2016)
- Vatanabe Acuko (渡辺敦子; Hepburn: Atsuko Watanabe?) (1964. október 26.) – basszusgitár, ének (1983–1996, 2012, 2016)
- Konno Tomoko (今野登茂子; Hepburn: Tomoko Konno?) (1965. július 15.) – billentyűs hangszerek, ének (1983–1996, 2012, 2016)
- Tomita Kjóko (富田京子; Hepburn: Kyōko Tomita?) (1965. június 2.) – dobok, ütőhangszerek (1983–1996, 2012, 2016)

## Diszkográfia
- Kiss de Crime (1986)
- Teleportation (1987)
- Here We Are (1988)
- Lets’ Get Crazy (1988)
- Lovers (1989)
- Princess Princess (1990)
- Dolls in Action (1991)
- Bee-Beep (1993)
- Majestic (1993)
- The Last Princess (1995)

## Fordítás
- Ez a szócikk részben vagy egészben  a   Princess Princess (band) című angol Wikipédia-szócikk ezen változatának fordításán alapul.  Az eredeti cikk szerkesztőit annak laptörténete sorolja fel. Ez a jelzés csupán a megfogalmazás eredetét és a szerzői jogokat jelzi, nem szolgál a cikkben szereplő információk forrásmegjelöléseként.